# Hněvošice
Hněvošice (en allemand : Schreibersdorf) est une commune du district d'Opava, dans la région de Moravie-Silésie, en République tchèque. Sa population s'élevait à 1 011 habitants en 2021.

## Géographie
Hněvošice se trouve à 8 km au nord de Kravaře, à 11 km au nord-est d'Opava, à 28 km au nord-ouest d'Ostrava et à 256 km à l’est de Prague.
La commune est limitée par la Pologne au nord, par Kobeřice à l'est, par Služovice au sud et par Oldřišov à l'ouest.

## Histoire
La première mention écrite de la localité date de 1349.

## Transports
Par la route, Hněvošice se trouve à 11,2 km d'Opava, à 12 km de Kravaře, à 31 km de Ostrava et à 334 km de Prague.